# 日本のテレビアニメ作品一覧 (2020年代 後半)
- アニメ > テレビアニメ > 日本のテレビアニメ作品一覧 > 日本のテレビアニメ作品一覧 (2020年代 後半)
- アニメ > アニメ作品一覧 > 日本のテレビアニメ作品一覧 > 日本のテレビアニメ作品一覧 (2020年代 後半)

日本のテレビアニメ作品一覧 (2020年代 後半)（にほんのテレビアニメさくひんいちらん (2020ねんだい こうはん)）は、2025年から2029年に放送された日本のテレビアニメ作品一覧。

## 2025年（令和7年）

### 2025年 1月 - 3月
| 開始日 - 終了日   | 作品名                                                                                              | 制作会社                                        | 主放送局・系列                | 話数   |
| ----------------- | --------------------------------------------------------------------------------------------------- | ----------------------------------------------- | ----------------------------- | ------ |
| 1月2日 - 4月3日   | 天久鷹央の推理カルテ                                                                                | project No.9                                    | TOKYO MX、GYT、GTV、BS11ほか  | 全12話 |
| 1月2日 - 3月27日  | グリザイア:ファントムトリガー THE ANIMATION                                                         | バイブリーアニメーションスタジオ                | TOKYO MX、BS日テレほか        | 全13話 |
| 1月2日 - 3月27日  | BanG Dream! Ave Mujica                                                                              | サンジゲン                                      | TOKYO MX、TVA、BS日テレほか   | 全13話 |
| 1月2日 - 3月28日  | もめんたりー・リリィ                                                                                | GoHands                                         | TOKYO MXほか                  | 全14話 |
| 1月3日 - 3月21日  | クラスの大嫌いな女子と結婚することになった。                                                        | Studio五組、AXsiZ                               | TOKYO MX、BS11ほか            | 全12話 |
| 1月4日 - 3月22日  | Sランクモンスターの《ベヒーモス》だけど、猫と間違われてエルフ娘の騎士として暮らしてます             | ゼロジー、セイバーワークス                      | TOKYO MXほか                  | 全12話 |
| 1月4日 - 3月22日  | 空色ユーティリティ                                                                                  | Yostar Pictures                                 | TOKYO MXほか                  | 全12話 |
| 1月5日 - 3月23日  | 青の祓魔師 終夜篇                                                                                   | スタジオヴォルン                                | TOKYO MXほか                  | 全12話 |
| 1月5日 - 3月23日  | 沖縄で好きになった子が方言すぎてツラすぎる                                                          | ミルパンセ                                      | TOKYO MX、BS11、OTV、AT-Xほか | 全12話 |
| 1月5日 - 3月30日  | 俺だけレベルアップな件 Season 2 -Arise from the Shadow-                                             | A-1 Pictures                                    | TOKYO MX、BS11ほか            | 全13話 |
| 1月5日 - 3月23日  | 妃教育から逃げたい私                                                                                | EMTスクエアード                                 | TOKYO MXほか                  | 全12話 |
| 1月5日 - 3月23日  | 全修。                                                                                              | MAPPA                                           | TX、AT-X、BSテレ東            | 全12話 |
| 1月5日 - 6月22日  | ニートくノ一となぜか同棲はじめました                                                                | Quad                                            | TOKYO MX、BS11ほか            | 全24話 |
| 1月5日 - 3月30日  | メダリスト                                                                                          | ENGI                                            | EX、BS朝日                    | 全13話 |
| 1月5日 - 4月6日   | 闇芝居（第14期）                                                                                    | ILCA                                            | TX                            | 全13話 |
| 1月6日 - 3月10日  | 「1分間だけ触れてもいいよ…」シェアハウスの秘密ルール。                                              | スタジオレオ                                    | TOKYO MX、BS11                | 全8話  |
| 1月6日 - 3月24日  | この会社に好きな人がいます                                                                          | BLADE                                           | TOKYO MX、SUN、BSフジ         | 全12話 |
| 1月6日 - 3月24日  | サラリーマンが異世界に行ったら四天王になった話                                                      | ギークトイズ、CompTown                          | TOKYO MX、BS11ほか            | 全12話 |
| 1月6日 - 3月24日  | 魔法使いの約束                                                                                      | ライデンフィルム                                | TOKYO MXほか                  | 全12話 |
| 1月6日 - 3月24日  | わたしの幸せな結婚（第2期）                                                                         | キネマシトラス                                  | TOKYO MX、BS11ほか            | 全12話 |
| 1月7日 - 3月25日  | Unnamed Memory Act.2                                                                                | ENGI                                            | AT-Xほか                      | 全12話 |
| 1月7日 - 3月25日  | 黒岩メダカに私の可愛いが通じない                                                                    | SynergySP                                       | TX                            | 全12話 |
| 1月7日 - 3月25日  | 外れスキル《木の実マスター》 〜スキルの実（食べたら死ぬ）を無限に食べられるようになった件について〜 | 旭プロダクション                                | TOKYO MXほか                  | 全12話 |
| 1月7日 - 3月25日  | 没落予定の貴族だけど、暇だったから魔法を極めてみた                                                  | スタジオディーン、マーヴィージャック            | TX、AT-X、BSフジ              | 全12話 |
| 1月8日 - 3月26日  | 異修羅（第2期）                                                                                     | パッショーネ                                    | TOKYO MXほか                  | 全12話 |
| 1月8日 - 3月26日  | いずれ最強の錬金術師?                                                                               | スタジオコメット                                | TOKYO MX、BS11、AT-X          | 全12話 |
| 1月8日 - 3月26日  | 誰ソ彼ホテル                                                                                        | ピー・アール・エー                              | TOKYO MXほか                  | 全12話 |
| 1月8日 - 3月26日  | 花は咲く、修羅の如く                                                                                | スタジオバインド                                | NTV、BS日テレ、CTCほか        | 全12話 |
| 1月9日 - 4月3日   | アラフォー男の異世界通販                                                                            | イーストフィッシュスタジオ                      | AT-Xほか                      | 全13話 |
| 1月9日 - 3月27日  | Dr.STONE SCIENCE FUTURE（第1クール）                                                                | トムス・エンタテインメント                      | TOKYO MXほか                  | 全12話 |
| 1月9日 - 3月27日  | ハニーレモンソーダ                                                                                  | J.C.STAFF                                       | CX、TNCほか                   | 全12話 |
| 1月9日 - 3月27日  | 不遇職【鑑定士】が実は最強だった                                                                    | オクルトノボル                                  | TOKYO MXほか                  | 全12話 |
| 1月9日 - 3月27日  | マジック・メイカー 〜異世界魔法の作り方〜                                                           | スタジオディーン                                | TX、AT-Xほか                  | 全12話 |
| 1月10日 - 3月28日 | 悪役令嬢転生おじさん                                                                                | 亜細亜堂                                        | MBS・TBS                      | 全12話 |
| 1月10日 - 7月4日  | 薬屋のひとりごと（第2期）                                                                           | TOHO animation STUDIO、OLM                      | NTV                           | 全24話 |
| 1月10日 - 3月28日 | 想星のアクエリオン Myth of Emotions                                                                 | サテライト                                      | TOKYO MXほか                  | 全12話 |
| 1月10日 - 3月28日 | どうせ、恋してしまうんだ（Season1）                                                                 | 颱風グラフィックス                              | TBS・BS11                     | 全12話 |
| 1月10日 - 3月28日 | 日本へようこそエルフさん。                                                                          | ゼロジー                                        | AT-X、TBS、MBSほか            | 全12話 |
| 1月10日 - 3月28日 | FARMAGIA                                                                                            | ブリッジ                                        | TOKYO MX、BS11、MBS           | 全12話 |
| 1月11日 - 4月19日 | カードファイト!! ヴァンガード Divinez（デラックス編）                                               | Kinema citrus、ぎふとアニメーション、STUDIOJEMI | TVA・TXほか                   | 全13話 |
| 1月11日 - 3月29日 | ギルドの受付嬢ですが、残業は嫌なのでボスをソロ討伐しようと思います                                  | CloverWorks                                     | TOKYO MX、BS11、AT-Xほか      | 全12話 |
| 1月11日 - 3月22日 | SAKAMOTO DAYS（第1クール）                                                                          | トムス・エンタテインメント                      | TX、AT-Xほか                  | 全11話 |
| 1月11日 - 3月29日 | ババンババンバンバンパイア                                                                          | GAINA                                           | EX                            | 全12話 |
| 1月11日 - 4月6日  | UniteUp! -Uni:Birth-（第2期）                                                                       | CloverWorks                                     | TOKYO MXほか                  | 全12話 |
| 1月11日 - 3月29日 | Übel Blatt〜ユーベルブラット〜                                                                      | サテライト、Staple Entertainment                | TOKYO MX、AT-Xほか            | 全12話 |
| 1月12日 - 6月29日 | Aランクパーティを離脱した俺は、元教え子たちと迷宮深部を目指す。（第1期）                            | バンダイナムコピクチャーズ                      | NTV、RAB、RNCほか             | 全24話 |
| 1月12日 - 3月30日 | 君のことが大大大大大好きな100人の彼女（第2期）                                                      | バイブリーアニメーションスタジオ                | TOKYO MX、AT-X、BS11ほか      | 全12話 |
| 1月12日 - 3月30日 | キン肉マン 完璧超人始祖編（Season 2）                                                               | Production I.G                                  | CBC・TBSほか                  | 全11話 |
| 1月12日 - 3月30日 | 地縛少年花子くん2（第1クール）                                                                      | Lerche                                          | TBSほか                       | 全12話 |
| 1月12日 - 3月30日 | 戦隊レッド 異世界で冒険者になる                                                                     | サテライト                                      | AT-Xほか                      | 全12話 |
| 1月12日 - 6月22日 | 魔神創造伝ワタル                                                                                    | バンダイナムコピクチャーズ                      | TX                            | 全24話 |
| 1月12日 - 3月30日 | 魔法つかいプリキュア!!〜MIRAI DAYS〜                                                                | 東映アニメーション、スタジオディーン            | ABC・EXほか                   | 全12話 |
| 2月2日 -          | キミとアイドルプリキュア♪                                                                           | 東映アニメーション                              | ABC・EXほか                   |        |
| 2月5日 - 3月26日  | Re:ゼロから始める異世界生活（第3期反撃編）                                                          | WHITE FOX                                       | TOKYO MX、AT-Xほか            | 全8話  |
| 3月3日 - 3月6日   | はーい!ミャクミャクです                                                                             | ファンワークス                                  | NHK総合                       | 全8話  |
| 3月28日           | ツインズひなひま                                                                                    | KaKa Technology Studio                          | TOKYO MX、MBS、BS日テレ       | 全1話  |
| 3月31日 -         | 鬼人幻燈抄                                                                                          | 横浜アニメーションラボ                          | TOKYO MXほか                  |        |

1. ↑  未放送1話含む。

### 2025年 4月 - 6月
| 開始日 - 終了日   | 作品名                                                                                    | 制作会社                                                            | 主放送局・系列          | 話数       |
| ----------------- | ----------------------------------------------------------------------------------------- | ------------------------------------------------------------------- | ----------------------- | ---------- |
| 4月1日 - 6月17日  | ある魔女が死ぬまで                                                                        | EMTスクエアード                                                     | AT-Xほか                | 全12話     |
| 4月2日 - 6月18日  | 最強の王様、二度目の人生は何をする?（Season1）                                            | studio A-CAT                                                        | CX                      | 全12話     |
| 4月2日 - 6月18日  | 履いてください、鷹峰さん                                                                  | ライデンフィルム                                                    | TOKYO MX、AT-Xほか      | 全12話     |
| 4月2日 - 6月18日  | ボールパークでつかまえて!                                                                 | EMTスクエアード                                                     | TXほか                  | 全12話     |
| 4月2日 - 6月25日  | ユア・フォルマ                                                                            | ジェノスタジオ                                                      | EX                      | 全13話     |
| 4月3日 - 6月19日  | 一瞬で治療していたのに役立たずと追放された天才治癒師、闇ヒーラーとして楽しく生きる        | マカリア                                                            | TOKYO MXほか            | 全12話     |
| 4月3日 - 5月1日   | 未ル わたしのみらい                                                                       | LinQ、TriFスタジオ、SCOOTER FILMS×白組、レイルズ、LARX×スタジオ雲雀 | MBSほか                 | 全5話      |
| 4月3日 - 6月26日  | ロックは淑女の嗜みでして                                                                  | BN Pictures                                                         | TBSほか                 | 全13話     |
| 4月4日 -          | あらいぐま カルカル団                                                                     | 日本アニメーション                                                  | YTVほか                 |            |
| 4月4日 - 6月20日  | 男女の友情は成立する?（いや、しないっ!!）                                                 | J.C.STAFF                                                           | TOKYO MXほか            | 全12話     |
| 4月4日 - 6月20日  | 謎解きはディナーのあとで                                                                  | マッドハウス                                                        | CX                      | 全12話     |
| 4月4日 - 6月6日   | ばいばい、アース（第2シーズン）                                                           | ライデンフィルム                                                    | WOWOWほか               | 全10話     |
| 4月4日 -          | ンめねこ                                                                                  | アカツキメディアスタジオ                                            | TBS                     |            |
| 4月4日 - 6月20日  | WIND BREAKER Season 2                                                                     | CloverWorks                                                         | MBS・TBS                | 全12話     |
| 4月5日 -          | アン・シャーリー                                                                          | アンサー・スタジオ                                                  | NHK Eテレ               | 全24話予定 |
| 4月5日 -          | えぶりでいホスト                                                                          | ファンワークス                                                      | TXほか                  |            |
| 4月5日 - 6月21日  | 炎炎ノ消防隊 参ノ章（第1クール）                                                          | david production                                                    | MBS・TBSほか            | 全12話     |
| 4月5日 - 6月22日  | 片田舎のおっさん、剣聖になる（第1期）                                                     | パッショーネ、ハヤブサフィルム                                      | EX                      | 全12話     |
| 4月5日 - 6月21日  | ギャグマンガ日和GO                                                                        | スタジオディーン                                                    | キッズステーションほか  | 全12話     |
| 4月5日 - 5月24日  | GUILTY GEAR STRIVE: DUAL RULERS                                                           | サンジゲン                                                          | TOKYO MXほか            | 全8話      |
| 4月5日 - 6月28日  | 黒執事 -緑の魔女編-                                                                       | CloverWorks                                                         | TOKYO MX、BS11ほか      | 全13話     |
| 4月5日 - 6月28日  | 九龍ジェネリックロマンス                                                                  | アルボアニメーション                                                | TX                      | 全13話     |
| 4月5日 -          | 真・侍伝 YAIBA                                                                            | ウィットスタジオ                                                    | YTV・NTV                |            |
| 4月5日 - 6月21日  | スライム倒して300年、知らないうちにレベルMAXになってました 〜そのに〜                     | テディー                                                            | AT-Xほか                | 全12話     |
| 4月6日 -          | ウィッチウォッチ                                                                          | バイブリーアニメーションスタジオ                                    | MBS・TBS                | 全25話     |
| 4月6日 - 6月29日  | ウマ娘 シンデレラグレイ（第1クール）                                                      | CygamesPictures                                                     | TBSほか                 | 全13話     |
| 4月6日 - 6月22日  | 俺は星間国家の悪徳領主!                                                                   | Quad                                                                | ABC・EXほか             | 全12話     |
| 4月6日 - 6月22日  | 勘違いの工房主〜英雄パーティの元雑用係が、実は戦闘以外がSSSランクだったというよくある話〜 | EMTスクエアード                                                     | TOKYO MXほか            | 全12話     |
| 4月6日 -          | クラシック★スターズ                                                                       | プラチナビジョン                                                    | TOKYO MX、BS11ほか      |            |
| 4月6日 -          | コウペンちゃん                                                                            | レスプリ                                                            | EX                      |            |
| 4月6日 - 6月22日  | ゴリラの神から加護された令嬢は王立騎士団で可愛がられる                                    | 鵲                                                                  | AT-Xほか                | 全12話     |
| 4月6日 -          | 最強王図鑑 〜The Ultimate Tournament〜                                                    | OLM Digital                                                         | TX                      |            |
| 4月6日 - 6月22日  | 小市民シリーズ（第2期）                                                                   | ラパントラック                                                      | EX                      | 全12話     |
| 4月6日 -          | TO BE HERO X                                                                              | BeDream                                                             | CXほか                  |            |
| 4月6日 -          | プリンセッション・オーケストラ                                                            | SILVER LINK.                                                        | TX                      |            |
| 4月6日 - 6月22日  | 前橋ウィッチーズ                                                                          | サンライズ                                                          | TOKYO MX・BS11ほか      | 全12話     |
| 4月6日 - 6月29日  | LAZARUS ラザロ                                                                            | MAPPA                                                               | TX                      | 全13話     |
| 4月7日 - 6月23日  | 阿波連さんははかれない season2                                                            | FelixFilm                                                           | TOKYO MXほか            | 全12話     |
| 4月7日 - 6月30日  | ヴィジランテ -僕のヒーローアカデミア ILLEGALS-                                            | ボンズフィルム                                                      | TOKYO MX、BS日テレ、YTV | 全13話     |
| 4月7日 - 6月23日  | かくして!マキナさん!!                                                                     | BloomZ                                                              | TOKYO MXほか            | 全12話     |
| 4月7日 - 6月23日  | ざつ旅-That's Journey-                                                                    | マカリア                                                            | AT-Xほか                | 全12話     |
| 4月7日 -          | Summer Pockets                                                                            | feel.                                                               | TOKYO MXほか            | 全26話予定 |
| 4月7日 - 6月23日  | 中禅寺先生物怪講義録 先生が謎を解いてしまうから。                                         | 100studio                                                           | AT-Xほか                | 全12話     |
| 4月7日 - 6月23日  | ちょっとだけ愛が重いダークエルフが異世界から追いかけてきた                                | Elias                                                               | TOKYO MXほか            | 全12話     |
| 4月7日 - 6月9日   | やたらやらしい深見くん                                                                    | studio HōKIBOSHI                                                    | TOKYO MX、BS11          | 全8話      |
| 4月8日 - 6月24日  | ＃コンパス2.0 戦闘摂理解析システム                                                        | Lay-duce                                                            | TXほか                  | 全12話     |
| 4月8日 - 6月24日  | 紫雲寺家の子供たち                                                                        | 動画工房                                                            | AT-X、TOKYO MXほか      | 全12話     |
| 4月9日 -          | ちくわ戦記〜おれのカワイイで地球侵略〜                                                    | Imagica Infos、Imageworks Studio                                    | tvkほか                 |            |
| 4月9日 - 6月25日  | アポカリプスホテル                                                                        | CygamesPictures                                                     | NTVほか                 | 全12話     |
| 4月9日 - 6月25日  | 機動戦士Gundam GQuuuuuuX                                                                  | サンライズ、スタジオカラー                                          | NTV                     | 全12話     |
| 4月9日 -          | 全力ウサギ（シーズン2）                                                                   | ライジングフォース                                                  | CTCほか                 |            |
| 4月9日 - 6月25日  | 華Doll*-Reinterpretation of Flowering-                                                    | A-Real                                                              | TOKYO MXほか            | 全12話     |
| 4月10日 -         | 宇宙人ムームー                                                                            | OLM                                                                 | TOKYO MX、BS11ほか      |            |
| 4月10日 - 6月26日 | 完璧すぎて可愛げがないと婚約破棄された聖女は隣国に売られる                                | TROYCA                                                              | TXほか                  | 全12話     |
| 4月10日 - 6月26日 | 忍者と殺し屋のふたりぐらし                                                                | シャフト                                                            | TOKYO MXほか            | 全12話     |
| 4月12日 - 6月28日 | 神統記（テオゴニア）                                                                      | 旭プロダクション                                                    | TOKYO MXほか            | 全12話     |
| 4月13日 - 6月29日 | 戦隊大失格（2nd season）                                                                  | Yostar Pictures                                                     | CBC・TBSほか            | 全12話     |
| 4月13日 - 6月29日 | 日々は過ぎれど飯うまし                                                                    | ピーエーワークス                                                    | TOKYO MX、BS11ほか      | 全12話     |
| 4月13日 - 6月29日 | mono                                                                                      | ソワネ                                                              | TOKYO MXほか            | 全12話     |

1. ↑  第1話 - 第16話までは「Kumarba」名義。

### 2025年 7月 - 9月
| 開始日 - 終了日  | 作品名                                                                                     | 制作会社                                        | 主放送局・系列           | 話数  |
| ---------------- | ------------------------------------------------------------------------------------------ | ----------------------------------------------- | ------------------------ | ----- |
| 7月1日 -         | ネクロノミ子のコズミックホラーショウ                                                       | Studio五組                                      | TOKYO MXほか             |       |
| 7月1日 -         | まったく最近の探偵ときたら                                                                 | ライデンフィルム                                | TOKYO MXほか             |       |
| 7月2日 -         | クレバテス-魔獣の王と赤子と屍の勇者-                                                       | Lay-duce                                        | AT-Xほか                 |       |
| 7月2日 -         | 地獄先生ぬ〜べ〜（第2作・第1クール）                                                       | スタジオKAI                                     | EX                       |       |
| 7月2日 -         | 自動販売機に生まれ変わった俺は迷宮を彷徨う 2nd season                                      | Studio五組、AXsiZ                               | TOKYO MXほか             |       |
| 7月2日 -         | 人妻の唇は缶チューハイの味がして                                                           | raiose                                          | TOKYO MXほか             |       |
| 7月3日 -         | 陰陽廻天 Re:バース                                                                         | david production                                | CXほか                   |       |
| 7月3日 -         | 神椿市建設中。                                                                             | SMDE                                            | TBSほか                  |       |
| 7月3日 -         | 銀河特急 ミルキー☆サブウェイ                                                               | 亀山陽平                                        | TOKYO MX                 |       |
| 7月3日 -         | 強くてニューサーガ                                                                         | 創通、スタジオクラッチ                          | ABCほか                  |       |
| 7月4日 -         | アークナイツ【焔燼曙明/RISE FROM EMBER】                                                   | Yostar Pictures                                 | TOKYO MXほか             |       |
| 7月4日 -         | ダンダダン（第2期）                                                                        | サイエンスSARU                                  | MBS・TBS                 |       |
| 7月4日 -         | 追放者食堂へようこそ!                                                                      | OLM                                             | TOKYO MXほか             |       |
| 7月4日 -         | ブスに花束を。                                                                             | SILVER LINK.                                    | TOKYO MXほか             |       |
| 7月4日 -         | 水属性の魔法使い                                                                           | 颱風グラフィックス、Wonderland                  | TBSほか                  |       |
| 7月4日 -         | よふかしのうた Season2                                                                     | ライデンフィルム                                | CX                       |       |
| 7月5日 -         | 彼女、お借りします（第4期・第1クール）                                                     | トムス・エンタテインメント                      | MBSほか                  |       |
| 7月5日 -         | サイレント・ウィッチ 沈黙の魔女の隠しごと                                                  | Studio五組                                      | TOKYO MXほか             |       |
| 7月5日 -         | ずたぼろ令嬢は姉の元婚約者に溺愛される                                                     | ランドック・スタジオ                            | MBSほか                  |       |
| 7月5日 -         | 青春ブタ野郎はサンタクロースの夢を見ない                                                   | CloverWorks                                     | TOKYO MX、BS11ほか       |       |
| 7月5日 -         | 9-nine- Ruler’s Crown                                                                      | ピー・アール・エー                              | TOKYO MXほか             |       |
| 7月5日 -         | フェルマーの料理                                                                           | ドメリカ                                        | EX                       |       |
| 7月5日 -         | ぷにるんず ぷに3                                                                           | OLM Digital                                     | TX                       |       |
| 7月5日 -         | 渡くんの××が崩壊寸前                                                                       | Staple Entertainment                            | TOKYO MXほか             |       |
| 7月5日 -         | カードファイト!! ヴァンガード Divinez（デラックス決勝編）                                  | Kinema citrus、ぎふとアニメーション、STUDIOJEMI | TVA・TXほか              |       |
| 7月6日 -         | 雨と君と                                                                                   | レスプリ                                        | EX                       |       |
| 7月6日 -         | 異世界黙示録マイノグーラ〜破滅の文明で始める世界征服〜                                     | MAHO FILM                                       | TOKYO MXほか             |       |
| 7月6日 -         | 薫る花は凛と咲く                                                                           | CloverWorks                                     | TOKYO MXほか             |       |
| 7月6日 -         | ガチアクタ                                                                                 | ボンズフィルム                                  | CBC・TBSほか             |       |
| 7月6日 -         | ゲーセン少女と異文化交流                                                                   | ノーマッド                                      | AT-Xほか                 |       |
| 7月6日 -         | 公女殿下の家庭教師                                                                         | スタジオブラン                                  | TOKYO MX、BS11ほか       |       |
| 7月6日 -         | 地縛少年花子くん2（第2クール）                                                             | Lerche                                          | TBSほか                  |       |
| 7月6日 -         | 白豚貴族ですが前世の記憶が生えたのでひよこな弟育てます                                     | スタジオコメット                                | TOKYO MXほか             |       |
| 7月6日 -         | その着せ替え人形は恋をする（Season 2）                                                     | CloverWorks                                     | TOKYO MXほか             |       |
| 7月6日 -         | ばっどがーる                                                                               | ブリッジ                                        | TOKYO MX、BS11ほか       |       |
| 7月6日 -         | 光が死んだ夏                                                                               | CygamesPictures                                 | NTV、RAB、RNCほか        |       |
| 7月6日 -         | ブサメンガチファイター                                                                     | WHITE FOX                                       | TOKYO MXほか             |       |
| 7月6日 -         | ぷにるはかわいいスライム（第2期）                                                          | TOHO animation STUDIO                           | TXほか                   |       |
| 7月6日 -         | ホテル・インヒューマンズ                                                                   | ブリッジ                                        | TXほか                   |       |
| 7月6日 -         | 瑠璃の宝石                                                                                 | スタジオバインド                                | TOKYO MX、BS11ほか       |       |
| 7月7日 -         | CITY THE ANIMATION                                                                         | 京都アニメーション                              | TOKYO MX、ABC、TVAほか   |       |
| 7月7日 -         | 出禁のモグラ                                                                               | ブレインズ・ベース                              | TOKYO MXほか             |       |
| 7月7日 -         | 美男高校地球防衛部ハイカラ!                                                                | スタジオディーン                                | TOKYO MXほか             |       |
| 7月7日 - 8月11日 | フードコートで、また明日。                                                                 | Atelier Pontdarc                                | TOKYO MXほか             | 全6話 |
| 7月8日 -         | カッコウの許嫁（Season 2）                                                                 | オクルトノボル                                  | TOKYO MX、BS日テレほか   |       |
| 7月8日 -         | ぐらんぶる（Season 2）                                                                     | ゼロジー、リーベル                              | TOKYO MX、BS11ほか       |       |
| 7月8日 -         | ニャイト・オブ・ザ・リビングキャット                                                       | OLM                                             | TXほか                   |       |
| 7月8日 -         | わたしが恋人になれるわけないじゃん、ムリムリ!（※ムリじゃなかった!?）                       | studioMOTHER                                    | TOKYO MXほか             |       |
| 7月9日 -         | おそ松さん（第4期）                                                                        | PIERROT FILMS                                   | TX                       |       |
| 7月9日 -         | 盾の勇者の成り上がり（Season 4）                                                           | キネマシトラス                                  | AT-Xほか                 |       |
| 7月9日 -         | Turkey!                                                                                    | BAKKEN RECORD                                   | NTVほか                  |       |
| 7月10日 -        | 転生したら第七王子だったので、気ままに魔術を極めます（第2期）                              | つむぎ秋田アニメLab                             | TXほか                   |       |
| 7月10日 -        | Dr.STONE SCIENCE FUTURE（第2クール）                                                       | トムス・エンタテインメント                      | TOKYO MXほか             |       |
| 7月10日 -        | New PANTY & STOCKING with GARTERBELT                                                       | TRIGGER                                         | TOKYO MXほか             |       |
| 7月10日 -        | 帝乃三姉妹は案外、チョロい。                                                               | P.A.WORKS                                       | TOKYO MXほか             |       |
| 7月11日 -        | 桃源暗鬼                                                                                   | スタジオ雲雀                                    | NTV                      |       |
| 7月11日 -        | ふたりソロキャンプ                                                                         | SynergySP                                       | TOKYO MXほか             |       |
| 7月11日          | 勇者パーティーを追放された白魔導師、Sランク冒険者に拾われる 〜この白魔導師が規格外すぎる〜 | Felix Film                                      | TOKYO MXほか             |       |
| 7月12日 -        | 気絶勇者と暗殺姫                                                                           | CONNECT                                         | TOKYO MX、SUNほか        |       |
| 7月13日 -        | 週刊ラノベアニメ                                                                           | Ziine studio                                    | ABC・EXほか              |       |
| 7月14日 -        | 闇芝居（第15期）                                                                           | ILCA                                            | TX                       |       |
| 7月15日 -        | SAKAMOTO DAYS（第2クール）                                                                 | トムス・エンタテインメント                      | TX、AT-Xほか             |       |
| 7月17日 -        | うたごえはミルフィーユ                                                                     | 寿門堂                                          | TOKYO MXほか             |       |
| 7月19日 -        | 怪獣8号（第2期）                                                                           | Production I.G                                  | TXほか                   |       |
| 7月19日 -        | ぬきたし THE ANIMATION                                                                     | パッショーネ                                    | AT-Xほか                 |       |
| 7月24日 -        | カラオケ行こ!                                                                              | 動画工房                                        | AT-X、TOKYO MX、BS11ほか |       |
| 8月21日 -        | 夢中さ、きみに。                                                                           | 動画工房                                        | AT-X、TOKYO MX、BS11ほか |       |

### 2025年 10月 - 12月
| 開始日 - 終了日 | 作品名                              | 制作会社                              | 主放送局・系列 | 話数 |
| --------------- | ----------------------------------- | ------------------------------------- | -------------- | ---- |
| 10月2日 -       | 太陽よりも眩しい星                  | スタジオKAI                           | TBSほか        |      |
| 10月2日 -       | 私を喰べたい、ひとでなし            | スタジオリングス                      | AT-Xほか       |      |
| 10月4日 -       | 科学×冒険サバイバル!（第2シリーズ） | ぎゃろっぷ                            | NHK Eテレ      |      |
| 10月4日 -       | SANDA                               | サイエンスSARU                        | MBSほか        |      |
| 10月4日 -       | 僕のヒーローアカデミア（第8期）     | ボンズフィルム                        | YTV・NTV       |      |
| 10月5日 -       | キングダム（第6シリーズ）           | スタジオぴえろ、スタジオ サインポスト | NHK総合        |      |
| 10月5日 -       | DIGIMON BEATBREAK                   | 東映アニメーション                    | CXほか         |      |
| 10月6日 -       | デブとラブと過ちと!                 | Marvy Jack                            | TOKYO MXほか   |      |
| 10月7日 -       | 3年Z組銀八先生                      | BN Pictures                           | TX             |      |
| 10月9日 -       | 転生悪女の黒歴史                    | スタジオディーン                      | TX、BS11       |      |
| 10月14日 -      | キミと越えて恋になる                | ミルパンセ                            | TOKYO MXほか   |      |